# Frédéric IV d'Autriche
Frédéric IV, dit « à la Bourse vide » (en allemand : mit der leeren Tasche), né en 1382 – mort le 24 juin 1439 à Innsbruck, fut duc d'Autriche antérieure de 1402 et comte de Tyrol de 1406 jusqu'à sa mort. Il est l'ancêtre d'une sous-branche léopoldienne éphémère de la maison de Habsbourg, qui s'éteignit à la mort de son fils Sigismond en 1496.

## Biographie
Frédéric est le plus jeune fils de Léopold III de Habsbourg et de son épouse Viridis Visconti, fille du seigneur de Milan, Barnabé Visconti. Lors de la division des territoires héréditaires des Habsbourg par le traité de Neuberg en 1379, son père a obtenu les duchés de Styrie, de Carinthie et de Carniole avec le Littoral autrichien (l'Autriche intérieure), ainsi que le Tyrol et les possessions souabes de l'Autriche antérieure. En conflit avec la Confédération suisse, Léopold III mourut à la bataille de Sempach en 1386 ; ses fils mineurs, Frédéric et ses frères aînés Guillaume, Léopold IV et Ernest, ont dû accepter la tutelle de leur oncle Albert III d'Autriche.
À la mort d'Albert III en 1395, les frères recueillirent leur héritage ; ainsi que leur cousin Albert IV régnait sur le duché d'Autriche. Guillaume reçoit les pays de l'Autriche intérieure, Léopold IV fut comte de Tyrol. Frédéric, dès qu'il atteint sa majorité en 1402, est chargé d'assurer l'administration de l'Autriche antérieure. Il s'installa à Fribourg-en-Brisgau, sa nouvelle ville de résidence. Après le décès de Guillaume en 1406, le plus ancien frère, Léopold IV, s'est concentré sur la régence en Autriche (en lieu et place de son neveu Albert V), Ernest a pris le gouvernement dans l'Autriche intérieure, et Frédéric a en plus obtenu le comté de Tyrol. Cette même année il a épousé Élisabeth de Palatinat, une fille du roi Robert Ier.
Sous son règne, les affrontements armés contre les Suisses se sont poursuivies. Ses bases de pouvoir se trouvaient aux villes de Schaffhouse et de Constance. Frédéric a enduré une déroute militaire à la bataille au Stoss en 1405, mais à la fin, la domination des Habsbourg put se renforcer. En Tyrol, il combattait l'opposition de la noblesse locale et une insurrection des citoyens de Trente contre le prince-évêque Georg von Liechtenstein survenue en 1407 et il doit continuer a lutter contre les forces du duc Étienne III de Bavière. Durant cette période, il a acquis son surnom « à la Bourse vide ».
Au concile de Constance, il soutient l'antipape Jean XXIII et est en conséquence mis au ban de l'Empire par l'empereur Sigismond. Les Suisses s'emparent de l'Argovie, mais Frédéric parvient à conserver le Tyrol.

## Mariages et descendance
En 1406, il épouse en premières noces Élisabeth du Palatinat (1381-1408), fille du roi des Romains Robert III.
Veuf, il se remarie en 1410 avec Anne de Brunswick (morte en 1432), fille du duc Frédéric Ier de Brunswick-Lunebourg, dont il a un fils : 
- Sigismond (1427-1496), comte de Tyrol[1]